# Fire and Glory
Fire and Glory è il terzo album in studio del rapper canadese Kardinal Offishall, pubblicato nel 2005.

## Tracce
1. Last Standing Soldier
2. E.G.G. (Everybody Gone Gangsta) (feat. Vybz Kartel)
3. Heads Up
4. Everyday (Rudebwoy) (feat. Ray Robinson)
5. The Best Man (feat. Spragga Benz & Darryl Riley)
6. Freshie (feat. Ro Dolla)
7. Sunday
8. Kaysarasara (feat. Estelle)
9. Neva New (Till I Kissed You)
10. Mr. Officer (feat. Renee Neufville)
11. Watchalike (feat. Busta Rhymes)
12. Fire and Glory (feat. Nicole Moses)
13. Feel Alright
14. All the Way